# 22 Polowa Techniczna Baza Przeciwlotnicza

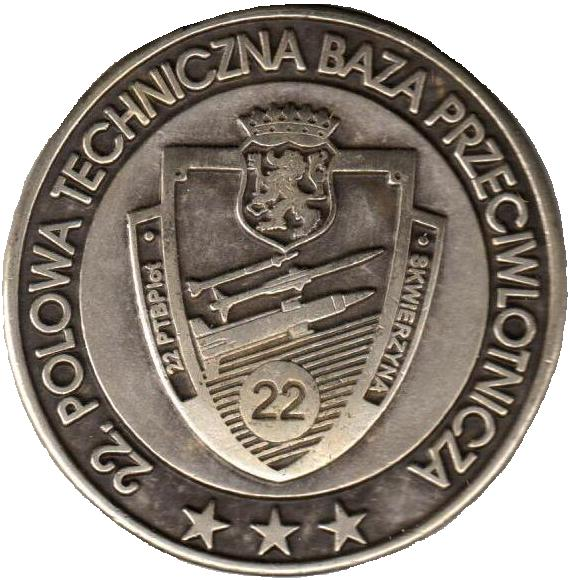
Medal pamiątkowy – awers

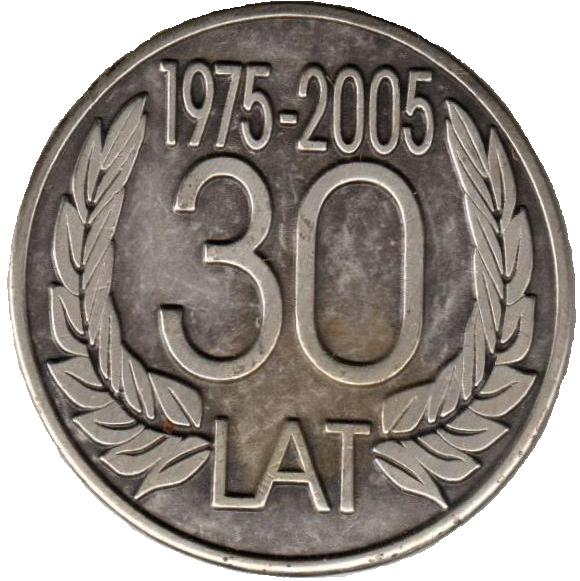
Medal pamiątkowy – rewers

22. Polowa Techniczna Baza Przeciwlotnicza – jednostka logistyczna rakietowo-techniczna Wojska Polskiego. Baza została rozformowana 31 grudnia 2011.
Zadaniem 22. PTBPlot było zaopatrywanie związków taktycznych i oddziałów przeciwlotniczych w rakiety przeciwlotnicze ziemia-powietrze średniego, małego i bliskiego zasięgu.

## Historia
22. PTBPlot została sformowana w dniu 8 maja 1975 roku na podstawie zarządzenia Szefa Sztabu Generalnego WP nr 073/Org z dnia 16 sierpnia 1974 roku. Baza została podporządkowana Dowódcy Śląskiego Okręgu Wojskowego.
Zasadniczą przyczyną utworzenia Bazy było wprowadzanie w połowie lat siedemdziesiątych XX wieku, kierowanych rakiet przeciwlotniczych średniego, małego i bliskiego zasięgu na uzbrojenie Wojsk Obrony Przeciwlotniczej Wojsk Lądowych. Do wykonywania tych specyficznych zadań w latach 1974-1975 wybrano grupę oficerów i chorążych z 28. batalionu dowozu amunicji w Skwierzynie, których przeszkolono w Centrum Szkolenia Specjalistów WOPK w Bemowie Piskim oraz w Akademii Artylerii Przeciwlotniczej w Kijowie w ZSRR.
We wrześniu 1980 roku Baza przeszła swój "chrzest bojowy" realizując przedsięwzięcia zabezpieczenia techniczno–rakietowego strzelających pułków rakiet przeciwlotniczych wyposażonych w zestawy typu Kub na poligonie w ZSRR.
Rozkazem Dowódcy Bazy nr PF 45 z dnia 17 października 1989 roku, sformowana została bateria techniczna – Osa.
Sierpień 1996 – zmiana podporządkowania Bazy ze struktur Wojsk Lądowych pod Wojska Lotnicze i Obrony Powietrznej, bezpośrednie dowodzenie Bazą przejmuje Dowódca 3. KOP.
W związku z likwidacją 3 Korpusu OP w roku 2006 Baza zmieniła podporządkowanie i została jednostką bezpośrednio podległą Dowódcy Sił Powietrznych. Baza zaopatruje w rakiety związki taktyczne i oddziały przeciwlotnicze zarówno Sił Powietrznych jak i Wojsk Lądowych.
W czerwcu 2007 roku Baza została jednostką Inspektoratu Wsparcia Sił Zbrojnych z bezpośrednią podległością pod Dowództwo ŚOW.
30 września 2010 na skwierzyńskim rynku nastąpiło wręczenie jednostce sztandaru. Rodzicami chrzestnymi sztandaru ufundowanego przez mieszkańców Skwierzyny zostali Zofia Hibner oraz płk rez. Eugeniusz Oprządek – pierwszy dowódca Bazy, natomiast akt ufundowania odczytał zastępca Burmistrza Skwierzyny Ryszard Szymański.
Gwoździe pamiątkowe wbijali:
- z datą wręczenia sztandaru – byli dowódcy Bazy – Jan Jędruszak i Andrzej Kijak;
- z napisem Województwo Lubuskie – w imieniu Marszałka Województwa Lubuskiego, dyrektor Urzędu Marszałkowskiego – Andrzej Świder;
- z napisem Rada Powiatu Międzyrzecz – Przewodnicząca Rady Powiatu – Zofia Plewa i Starosta Powiatu Międzyrzeckiego – Grzegorz Gabryelski.

18 listopada 2011, w związku z restrukturyzacją jednostki, na terenie skwierzyńskich koszar odbyła się uroczystość pożegnania sztandaru 22. Polowej Technicznej Bazy Przeciwlotniczej. W uroczystości udział wzięli przedstawiciele administracji rządowej i samorządowej, byli dowódcy Bazy oraz dowódcy zaprzyjaźnionych jednostek wojskowych.
22. PTBPlot została rozformowana 31 grudnia 2011, na jej bazie powstał Skład Techniczny Skwierzyna podporządkowany komendantowi 4. Regionalnej Bazy Logistycznej we Wrocławiu.

## Podporządkowanie
- Śląski Okręg Wojskowy (1975 – sierpień 1996)
- 3 Korpus Obrony Powietrznej (sierpień 1996 – 2006)
- Dowództwo Sił Powietrznych (2006 – czerwiec 2007)
- Śląski Okręg Wojskowy (czerwiec 2007 – 31 grudnia 2011)

## Dowódcy
- płk mgr inż. Eugeniusz Oprządek (1975 – 1983)
- płk mgr inż. Jan Szkudlarek (1983 – 1989)
- płk mgr inż. Jan Jędruszak (1989 – 1998)
- płk mgr inż. Andrzej Kijak (1998 – 2007)
- płk mgr inż. Andrzej Sekular (2007 – 31 grudnia 2011)

## Wyróżnienia
- 28 października 1978 – medal pamiątkowy „Za osiągnięcia w służbie wojskowej”;
- 25 listopada 1978 Dowódca ŚOW wyróżnił jednostkę kryształowym pucharem przechodnim za najwyższe osiągnięcia w gotowości bojowej;
- 30 września 2010 – nadanie jednostce sztandaru.